# Bertoldi (Table Contortion)
Pour les articles homonymes, voir Bertoldi.
Pour plus de détails, voir Fiche technique et Distribution.
Bertoldi (Table Contorsion) est un court métrage documentaire en noir et blanc américain réalisé en 1894 par William K. L. Dickson[réf. nécessaire].

## Fiche technique
- Titre : Bertoldi (Table Contorsion)
- Réalisation, production et scénario : William K. L. Dickson
- Durée : 1 minute
- Genre : court métrage et documentaire dramatique
- Format : 1.33:1 - noir et blanc - muet

## Distribution
- Ena Bertoldi